# Johannes Schauer
Johannes Schauer (Frankfurt am Main, 1918. november 5. – 1992. december 19.) osztrák színész, filmszínész.

## Életpályája
Első szerepe egy tévéfilm volt 1962-ben, amelyben még csak egy kis szerepet kapott. Az 1970-es években Schauer elsősorban tévésorozatokban volt látható, miközben tevékenysége nem korlátozódott csak a német nyelvterületű országokra. 1976-ban játszott a magyar-német kooprodukcióban készült Hungária Kávéház tévéfilmsorozatban is.

## Filmjei
| év        | cím                                 | szerep            | megjegyzés                   |
| --------- | ----------------------------------- | ----------------- | ---------------------------- |
| 1987–1989 | Hessische Geschichten               | Adam              | német tévéfilmsorozat        |
| 1981      | Der Schluckauf                      |                   | német tévéfilm               |
| 1981      | Sommergäste                         | Semen Semenovic   | osztrák tévéfilm             |
| 1977      | Ein echter Wiener geht nicht unter  |                   | osztrák tévéfilmsorozat      |
| 1977      | Liebesgeschichten und Heiratssachen | Marchese Vincelli | osztrák-svájci tévéfilm      |
| 1977      | Pariser Geschichten                 |                   | német tévéfilmsorozat        |
| 1976      | Hungária kávéház 1–6. epizód        | Lajos, főpincér   | magyar-német tévéfilmsorozat |
| 1976      | Der Raub der Sabinerinnen           | Karl              | német tévéfilm               |
| 1974      | Der Kommissar                       | Murr úr           | német tévéfilmsorozat        |
| 1974      | Man spielt nicht mit der Liebe      | Blasius atya      | német-osztrák tévéfilm       |
| 1972      | Der Datterich                       | Der Datterich     | német tévéfilm               |
| 1970      | Die Preußen kommen                  | Wirt Lambert      | német tévéfilm               |
| 1963      | Öröklakás                           |                   | magyar tévéfilm              |